# Liste der Kulturdenkmäler in Tiefenthal (Pfalz)
In der Liste der Kulturdenkmäler in Tiefenthal sind alle Kulturdenkmäler der rheinland-pfälzischen Ortsgemeinde Tiefenthal aufgeführt. Grundlage ist die Denkmalliste des Landes Rheinland-Pfalz (Stand: 19. Dezember 2024).

## Einzeldenkmäler
| Bezeichnung                  | Lage                                  | Baujahr                 | Beschreibung | Bild                           |
| ---------------------------- | ------------------------------------- | ----------------------- | --- | ------------------------------ |
| Protestantisches Pfarrhaus   | Bahnhofstraße 1 Lage                  | 1903                    | ehemaliges protestantisches Pfarrhaus; eingeschossiger Mansarddachbau im Heimatstil, 1903, Hofmauer bezeichnet 1910 | BW                             |
| Kriegerdenkmal und Grabmäler | Friedhofstraße, auf dem Friedhof Lage | ab dem 18. Jahrhundert  | wohl im frühen 19. Jahrhundert angelegter umfriedeter Friedhof; an der Friedhofskapelle Kriegergedächtnistafel 1866 und 1870/71, Gusseisen; in der nördlichen Umfassungsmauer Grabplatte für J. G. Baum († 1736); in der Mauer hinter der Kapelle Grabplatten des 18. Jahrhunderts; klassizistische Grabsteine für Familie Schöneberger, erste Hälfte des 19. Jahrhunderts; Grabmäler: J. Ph. Böll († 1870), zinnenbekrönter Pfeiler; K. und J. Dahlmann († 1905 und 1922), Statuette, Jugendstil-Einfassungsgitter; Familien Rech und Gaub (ab 1918), barockisierender Aufbau, expressionistisches Relief | BW                             |
| Protestantische Kirche       | Hauptstraße, Bahnhofstraße Lage       | 1768                    | spätbarocker Saalbau mit straßenbildprägender Fassade, bezeichnet 1768; spätgotische Spolie, 14. Jahrhundert; mit Ausstattung | Fotos hochladen                |
| Katholische Kirche St. Georg | Hauptstraße 4 Lage                    | 1931                    | Saalbau in barockisierendem Heimatstil, bezeichnet 1931, Architekt Heisel, Grünstadt; mit Ausstattung | weitere Bilder Fotos hochladen |
| Hofanlagen                   | Hauptstraße 10 und 12 Lage            | 1739                    | gleichartige Krüppelwalmdachbauten; Nr. 12 Putzbau mit Fachwerkgiebel, bezeichnet 1739, Ziergarten um 1920; Nr. 10 rückwärtig erweitert, erstes Viertel des 19. Jahrhunderts, Bruchsteinscheune bezeichnet 1834 | BW                             |
| Gasthaus                     | Hauptstraße 18 Lage                   | 1868                    | ehemaliges Gasthaus; langgestreckter Torhausbau, 1868, spätklassizistische Überformung und Erweiterung 1885, Erweiterung mit Tanzsaal 1901; straßenbildprägend | BW                             |
| Portal                       | Hauptstraße, an Nr. 22 Lage           |                         | frühklassizistisches Rechteckportal, bezeichnet 1832, Neurenaissance-Türblatt | BW                             |
| Hofanlage                    | Hauptstraße 31 Lage                   | 18. und 19. Jahrhundert | anspruchsvoller Vierseithof, 18. und 19. Jahrhundert; klassizistischer Torhausbau, bezeichnet 1829, bruchsteinummauerter Garten | BW                             |
| Bahnhof                      | nordwestlich des Ortes Lage           | 1894                    | ehemaliger Bahnhof; eineinhalbgeschossiger Sandsteinquaderbau, Neurenaissancemotive, 1894 | weitere Bilder Fotos hochladen |